# Intervention civile de paix
L’Intervention civile de paix (ICP) s’est développée sur le terrain dans les années 1980. Considérée comme une alternative aux interventions militaires, en particulier dans des contextes de prévention de conflit armé ou de post-conflit, elle est principalement pratiquée par des organisations anglophones et hispanophones telles que Peace Brigades International (PBI), Nonviolent Peaceforce (NP) ou l’European Network for Civil Peace Interventions (EN.CPI). En France, le Comité pour une Intervention civile de paix (Comité ICP) développe l’ICP francophone.

## Le concept d’Intervention civile de paix
Dans le cadre de conflits internes ou internationaux, la communauté internationale a à sa disposition différents types de stratégies. Ainsi, le chapitre VII de la Charte des Nations unies, intitulé « Action en cas de menace contre la paix, de rupture de la paix et d'acte d'agression», décrit le panel d’interventions de l’ONU. Il existe également des actions civilo-militaires où le plan d’opération des forces armées intègre une contribution à la reconstruction du pays et le rétablissement de la paix. 
Dans les zones de conflit, de nombreux acteurs internationaux cohabitent non sans effet sur la situation locale. L’ingérence militaire peut devenir un problème à résoudre lorsque la présence de troupes étrangères accélère la déstructuration des sociétés. Les organisations humanitaires sont également très présentes en zone de conflits, elles visent à pallier les besoins fondamentaux (eau, nourriture, soins, etc.). Leur travail s’avère souvent essentiel, elles agissent cependant plus sur les effets que sur les causes. Les actions humanitaires et militaires n’étant pas toujours suffisantes, pertinentes et efficaces, l’ICP trouve sa place et sa spécificité dans la recherche d’une solution politique aux conflits. Cela a d'ailleurs été reconnu par l'Assemblée générale des Nations unies dans sa résolution A/69/L.34 du 15 décembre 2014.
L’ICP se définit comme « une intervention non armée, sur le terrain d’un conflit local, de missions extérieures, mandatées par une organisation, gouvernementale ou non gouvernementale, venant accomplir des actions d’observation, d’information, d’interposition, de médiation et de  coopération en vue de prévenir ou faire cesser la violence, de veiller au respect des droits de l’homme, de promouvoir les valeurs de la démocratie et de la citoyenneté et de créer les conditions d’une solution politique du conflit qui reconnaisse et garantisse les droits fondamentaux de chacune des parties en présence et leur permette de définir les règles d’une coexistence pacifique». L’ICP part du constat que dans certains contextes, la présence de civils internationaux permet de renforcer les capacités des sociétés civiles en zone de conflit, de créer une plus grande marge de manœuvre pour les défenseurs des droits humains sur le terrain. L’ICP se caractérise par un soutien de société civile à société civile.

## Principes clés de l'ICP

### Non-violence
La première spécificité de l’ICP repose sur son orientation fondamentalement non-violente. La non-violence n’est pas une « négation de la réalité de la violence, c’est une autre manière de penser un conflit et d’agir pour le résoudre. Ce n’est pas non plus une attitude passive de soumission mais bien une posture proactive résolument orientée vers la recherche et la proposition de solutions alternatives à la violence. L’ICP correspond ainsi à une stratégie d’action non-violente qui a pour objectif de faire coïncider la fin recherchée - la paix - et les moyens employés - des outils non-violents. Elle tend à faire diminuer les niveaux de tension ou de violence afin de permettre aux acteurs de paix locaux de travailler, en sécurité, dans un environnement de conciliation plus serein et rationnel » .

### Primauté des acteurs locaux
Cette forme d’intervention tente de prévenir toute ingérence. En effet, l’ICP repose sur la conviction que seuls les acteurs du conflit sont capables de lui apporter une solution durable. Les intervenants civils de paix reconnaissent ainsi que seuls les acteurs locaux sont en mesure de gérer, de résoudre ou de transformer leur conflit. Aucune solution n’est imposée, ni proposée de l’extérieur. La mise en place d’un programme de terrain se fait toujours à la demande d’organisations ou d’acteurs locaux.

### Impartialité ou l’absence de parti-pris
Un des principes à la base d'une mission d'ICP est l'impartialité ou l’absence de parti-pris (« nonpartisanship » en anglais), souvent confondue avec la neutralité. Les missions d'ICP ne peuvent être neutres, c'est-à-dire ne prendre parti pour aucun.
Comme l’explique Jean-Marie Muller, les intervenants civils « s'engagent aux côtés de l'un et de l'autre : ils s'engagent deux fois, ils prennent deux fois parti ». En effet, le travail des intervenants civils consiste à s'engager auprès des différentes parties du conflit afin de les aider à s'engager dans la voie du dialogue, de la réconciliation et de la résolution de conflits. Cet engagement est une des conditions indispensables à la création du rapport de confiance qui permet de mener à bien le travail de l'ICP.
Les intervenants civils de paix rencontrent les différentes parties en présence. Dans leurs actions, ils se réfèrent au droit international, y compris le droit international humanitaire et les droits de l’Homme, et aux principes fondamentaux de l’ICP.

## Les missions ICP
Par l’envoi d'internationaux (volontaires ou salariés) sur le terrain, l’ICP vise à prévenir et à réduire le niveau de violence, à favoriser un environnement sûr et à protéger les civils. Il s’agit de préserver l’espace public, l’espace politique et les actions des défenseurs des droits humains. L’ICP se veut donc au service de la démocratie. Selon les contextes et situations, la stratégie se décline en différentes activités.

### Présence dissuasive
La visibilité est au cœur de la méthode. Il s’agit d’être présent sur le terrain d'un conflit, de se rendre le plus visible possible et d'être connu de tous. L’ICP influe dans le rapport de force par la présence non-violente, le plaidoyer international, les réseaux de soutien, le travail d’information. 
L'accompagnement protecteur peut prendre différentes formes. Il consiste à la base en la présence d'intervenants civils accompagnant un ou des membres d'une organisation locale, ce qui leur permet de mener leur travail sans subir les menaces de violences physiques et politiques.

Cette présence peut être sporadique lorsqu'il s'agit d'une présence aux heures de travail dans les bureaux de l'organisation menacée ou à temps plein, dans le cas de menaces très fortes. L’équipe de intervenants civils accompagne l’association locale dans ses démarches : réunions, rendez-vous, visites de terrain (prisons, hôpitaux…).
Ainsi, depuis 1993, le Collectif Guatemala mène une mission d’ICP principalement axée sur l’accompagnement des défenseurs des droits humains. En 2000, il a répondu à une demande d’accompagnement des membres de l’Association pour la justice et la réconciliation (AJR), soutenue par le Centre d’action légale pour les droits humains (CALDH). Ce dernier « prépare des recours en justice au Guatemala pour les crimes commis par les hauts commandements des régimes dictatoriaux de Romeo Lucas Garcia et d’Efrain Rios Montt. Ils sont mis en cause pour crimes de génocide, crimes contre l’humanité et crimes de guerre commis en 1982 et 1983. Un élément central du projet est la participation des victimes et leur volonté de témoigner publiquement » .

### Observation et témoignages
L’observation et le témoignage sont une des activités des intervenants civils sur le terrain. Les éléments à observer varient selon les missions et ceux-ci peuvent être relayés dans des réseaux d’alerte de différents pays. Il arrive que les intervenants civils aient à s'assurer de l'application d'un accord ou d'un droit établi (par exemple d'un cessez-le- feu ou d'un accord de paix international). Les violations des droits de l’homme, dans la vie quotidienne ou dans des périodes délicates comme en période d’élections, sont également des éléments surveillés par les internationaux. Leur rôle est cependant limité à l'observation et ils ne vont pas forcer eux-mêmes les agresseurs au respect des normes, ce qui relève des tâches du gouvernement ou d’une autorité internationale.
Ainsi, depuis 2014, PBI a lancé le programme NepalMonitor.org. « Il s’agit d’un système conçu pour alerter les organisations locales sur des violations de droits humains qui se déroulent dans leur région. Nepalmonitor.org recueille des informations provenant de médias, d’organisations ou directement d’individus, via un système d’envoi de textos.» . Ce programme utilise la technologie Ushahidi, un système de cartographie sociale qui permet le reporting en temps réel, grâce à l'envoi de SMS ou de courrier électronique.

### Renforcement des capacités de la société civile locale
Il s'agit d'aider la population à s'approprier les méthodes de résolution non-violente des conflits afin qu'elle soit actrice de la transformation des conflits. Ces formations se font à la demande des organisations et des communautés et peuvent porter sur différents thèmes. Cela répond directement au principe de primauté des acteurs locaux.
Ainsi, comme l'explique Jean-Marie Muller « La méthode de l’intervention civile doit se démarquer clairement de la logique de victimisation des personnes auprès desquelles elle intervient. Cette logique tend à considérer ces personnes comme des individus sans responsabilité dans leur passé, leur présent et leur avenir, elle en fait des assistés privés d’autonomie. Dans cette perspective, une intervention civile n’est pas une simple assistance des populations civiles locales, mais un accompagnement qui permet une coopération avec elles.»
En 2010, deux organisations du Sud-Soudan, l'Institut pour la promotion de la société civile (IPCS) et l'Organisation soudanaise pour la non-violence et le développement (SONAD), ont invité Nonviolent Peaceforce à fournir une expertise opérationnelle dans la prévention de la violence avant et pendant les élections et le référendum 2011. Depuis lors, au Sud-Soudan, NP et ses partenaires ont collaboré pour bâtir des équipes soudanaises pour agir à la prévention de la violence. Ces équipes agissent comme compléments aux règlements des différends traditionnels et les activités de consolidation de la paix dans les districts où le risque de violence est particulièrement élevé.

### Médiation et réconciliation
L'ICP, par l'intervention d'un « tiers », vise à créer un espace neutre où les acteurs impliqués dans le conflit peuvent se retrouver, confronter leurs idées et dialoguer en vue de trouver des solutions pour avancer vers la résolution du conflit. Différents types d’acteurs sont compris ici : aussi bien les acteurs ou parties combattantes que les collectifs et organisations de la société civile (associations de jeunes, femmes, etc.). Cet espace est une invitation implicite pour les protagonistes à venir se parler.
Ainsi, de 2001 à 2005, Équipe de paix dans les Balkans (EpB) a mené une mission au Kosovo et plus particulièrement à Mitrovica pour réduire le niveau de violence car cette région en situation de post-conflit restait soumise à de lourdes tensions. La mission avait différents objectifs dont « favoriser la résolution non-violente des conflits entre les communautés des Balkans ; Créer un climat propice au dialogue intercommunautaire entre associations, organisations, institutions locales et individus, fondé sur le respect mutuel ; favoriser la coopération des groupes en les incitant à la réalisation de projets communs.» 

### Les limites des missions ICP
L’ICP a bien entendu ses limites. Dans certains contextes, l’organisation d’une mission d’ICP est impossible. En voici trois exemples:
1. Dans le cas d'une situation où une des deux parties du conflit au moins, a pour but clair et affiché la destruction totale de l'autre partie, de sa culture, de son habitat, de l'ensemble de sa population et de son environnement, comme lors d'une situation génocidaire.
2. Lorsque les violations des droits de l'homme sont commises par les autorités politiques, qui en plus, ignorent les avertissements de la communauté internationale, l'ICP est difficile voire souvent impossible.
3. Si l'État où sont commises les violations est délité et ne possède plus de réelles instances représentatives (lorsque ce sont les forces armées qui règnent par exemple), l'ICP ne  peut être menée.